# Plik nagłówkowy
Pliki nagłówkowe – przy kompilatorze języka C i pochodnych (C++ itp.) pliki źródłowe o rozszerzeniu „h” (w C++ powinno się dla odróżnienia stosować „hpp”, ale w praktyce najczęściej spotykane jest nadal rozszerzenie „h”) zawierające opis interfejsu modułu: deklaracje zmiennych, funkcji, klas i innych struktur danych. Używa się ich ze względu na to, by nie było potrzeby, przy każdej nawet najmniejszej zmianie w implementacji jednego modułu, rekompilowania wszystkich innych odwołujących się do niego. W nowszych językach, takich jak Java czy C#, nie ma już potrzeby stosowania plików nagłówkowych.
Po wydaniu preprocesorowi poleceń dołączenia plików nagłówkowych np.:
```
#include
 
"NazwaPliku.hpp"

#include
 
<cstdio>

```

przed rozpoczęciem kompilacji tekst tych plików jest wstawiany do tekstu programu w miejsce instrukcji #include. Pierwsza jej postać służy do dołączenia pliku nagłówkowego znajdującego się w tym samym katalogu co program. Nazwa modułu umieszczona w ostrych nawiasach oznacza, że znajduje się on w katalogu ze standardowymi plikami nagłówkowymi (dostarczonymi wraz z kompilatorem).

## Pliki nagłówkowe powinny zawierać
- definicje typów (klas)
- deklaracje globalnych i statycznych zmiennych
- definicje stałych
- deklaracje funkcji (metod)
- definicje funkcji inline.

Definicje funkcji (metod) powinno umieszczać się w pliku o tej samej nazwie, co plik nagłówkowy, lecz z rozszerzeniem „c” lub „cpp”.

## Przykład użycia
Plik rnm.hpp zawiera:
```
#ifndef _RNM_HPP

#define _RNM_HPP

float
 
Suma
(
float
,
float
);

float
 
Roznica
(
float
,
float
);

#endif

```

Plik rnm.cpp:
```
float
 
Suma
(
float
 
x
,
float
 
y
)

{

     
return
 
(
x
+
y
);

}

float
 
Roznica
(
float
 
x
,
float
 
y
)

{

     
return
 
(
x
-
y
);

}

```

Plik główny programu:
```
#include
 
"rnm.hpp"

#include
 
<iostream>

using
 
namespace
 
std
;

int
 
main
()

{

    
float
 
a
,
b
;

    

    
cin
>>
a
;

    
cin
>>
b
;

    

    
cout
<<
a
<<
" + "
<<
b
<<
" = "
<<
Suma
(
a
,
b
)
<<
endl
;

    
cout
<<
a
<<
" - "
<<
b
<<
" = "
<<
Roznica
(
a
,
b
)
<<
endl
;

    
return
 
0
;

}

```

Poniższe dyrektywy zapobiegają próbie dołączenie tego samego pliku więcej niż jeden raz:
```
#ifndef _RNM_HPP

#define _RNM_HPP

    
...

#endif

```

preprocesor sprawdza, czy została już zdefiniowania etykieta _RNM_HPP, jeżeli nie, to zostaje ona zainicjowana i treść całego modułu jest dołączana do programu – przy następnej próbie dołączenia tego pliku preprocesor będzie znał etykietę _RNM_HPP, więc ominie (nie dołączy) instrukcje pomiędzy #ifndef _RNM_HPP a #endif.
W przypadku niektórych kompilatorów C++ (np. Microsoft Visual C++) instrukcja #pragma once może być użyta do zapobiegania wielokrotnego dołączania pliku – nie wchodzi ona jednak w skład ISO C++ i jest odradzana.
Niektóre pliki nagłówkowe, głównie dotyczące modułów standardowych, są bezpośrednio dostarczone z kompilatorem i umożliwiają łatwe posługiwanie się podstawowymi funkcjami takimi jak obsługa urządzeń wejścia/wyjścia czy bardziej zaawansowane funkcje matematycznne.

## Pliki nagłówkowe z C używane w programach C++
Zgodnie z ISO C++, standardowe pliki nagłówkowe o rozszerzeniu „h”, w programach napisanych w C++, mogą być dołączane na dwa możliwe sposoby:
```
#include
 
<cNAZWAPLIKU>

#include
 
"cNAZWAPLIKU"

```

gdzie NAZWAPLIKU jest nazwą bez rozszerzenia – przykładowo, podczas gdy w C używa się #include <stdio.h>, w C++ należy użyć zapisu #include <cstdio>.